# إيوان بالا
إيوان بالا (بالإنجليزية: Iwan Bala)‏ هو رسام بريطاني، ولد في 13 مايو 1956 في ويلز في المملكة المتحدة.